# Otto Rostoski
Otto Albert Robert Rostoski (* 4. September 1872 in Wendemark, Passow (Schwedt/Oder); † 10. Januar 1962 in Dresden) war ein deutscher Internist. Er war unter anderem Lehrstuhlinhaber in Dresden und gilt als Vorreiter in der Diabetes-Therapie und Lungenkrebs-Forscher, der die Entwicklung der Inneren Medizin in Deutschland entscheidend mitgeprägt hat.

## Leben
Otto Rostokski, der Sohn eines Domänenpächters, wuchs in der Uckermark auf und legte an einem humanistischen Gymnasium in Posen das Abitur ab. Im Anschluss daran studierte er an der Universität Würzburg Medizin. Während des Studiums wurde Rostoski Mitglied der Studentenverbindung Landsmannschaft Saxonia (heute: Landsmannschaft Alemannia-Makaria). Zu seinen Lehrern zählen sein Onkel Eduard von Rindfleisch sowie Wilhelm von Leube, zu dessen Assistenten er von 1900 bis 1907 gehörte. Nach der Promotion ließ sich Rostoski an einem Hygienischen Institut, sowie an einer Lungenheilanstalt weiter ausbilden. 1902 wurde er mit 29 Jahren habilitiert und wurde Dozent in Würzburg. Bevor er 1907 zum Extraordinarius in Würzburg berufen wurde, war er als Vortragsreisender in Europa unterwegs.
Von 1910 bis 1934 war Otto Rostoski leitender Oberarzt der Inneren Abteilung des Stadtkrankenhauses Dresden-Johannstadt, der Vorgängereinrichtung des heutigen Universitätsklinikums Carl Gustav Carus. Hier legte er 1915 den Grundstein für eine Röntgenstation und gründete 1924 die zumindest europaweit erste Diabetikerambulanz, welche auf internationale Beachtung stieß. Seine Ambulanz, die er bereits fünf Jahre nach der Entdeckung des Insulinpräparats errichtete, wurde zu einem Vorbild für die Errichtung ähnlicher Institutionen in Europa. Gemeinsam mit Georg Schmorl und Erich Saupe gab er 1927 eine Beschreibung der Ursachen und den Verlauf des Schneeberger Lungenkrebses heraus, die ihm ebenfalls weltweite Anerkennung brachte. Er unterstützte die erste promovierte Krankenschwester in Deutschland, Erna von Abendroth (1887–1959), bei der Gründung einer Krankenpflegeschule. 1934 wurde Rostoski an das Friedrichstädter Krankenhaus versetzt, wo er 1938 nach Erreichen der Altersgrenze ausschied. Mit Ausbruch des Zweiten Weltkrieges war er als Chefarzt des Reservelazaretts in Lahmanns Sanatorium tätig. 1941 übertrug man ihm die Leitung einer neu eingerichteten Medizinischen Klinik im früheren Obdachlosenasyl Bodelschwinghstraße. 1946 wurde er wiederum Chefarzt in Friedrichstadt. Dieses Amt legte er 1952 zwar nieder, leitete aber noch bis 1956 die Diabetiker-Ambulanz. 1954 wurde Rostoski auf das Ordinariat für Innere Medizin an der neu gegründeten Medizinischen Akademie „Carl Gustav Carus“ Dresden berufen und 1956 emeritiert. Bis zu seinem 85. Lebensjahr betreute er Patienten.

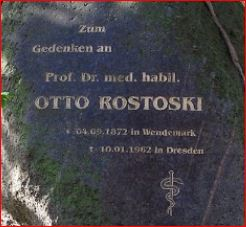
Gedenkstein für Otto Rostoski in Wendemark, von einer Bürgerinitiative 2002 errichtet

Seine letzte Ruhestätte fand er auf dem Dresdner Waldfriedhof Weißer Hirsch. In seinem
Geburtsort erinnert eine nach ihm benannte Straße an sein Wirken.

## Otto-Rostoski-Preis
Das Tumorzentrum Dresden würdigt seit 2001 mit dem Otto-Rostoski-Preis Menschen oder Institutionen, die Außerordentliches auf den Gebieten Forschung, Prophylaxe, Früherkennung, Diagnostik, Therapie von Tumorerkrankungen sowie Nachsorge, Rehabilitation oder psychosoziale Betreuung von Tumorpatienten leisten. Der mit 2.500 Euro dotierte Preis wird aller zwei Jahre vergeben.

## Auszeichnungen
- 1954 Ehrenmitgliedschaft der Deutschen Gesellschaft für Innere Medizin

## Schriften (Auswahl)
- Über Echinococcus multilocularis hepatis. Dissertationsschrift Würzburg 1896.
- Zur Kenntnis der Präcipitine. Habilitationsschrift, Würzburg 1902.
- Die Serumdiagnostik. Stuber, Würzburg 1903.
- Allgemeiner Teil. In: Handbuch der inneren Medizin. Band 1: Infektionskrankheiten. Springer, 1911.